# Buchen-Gabelschwanz

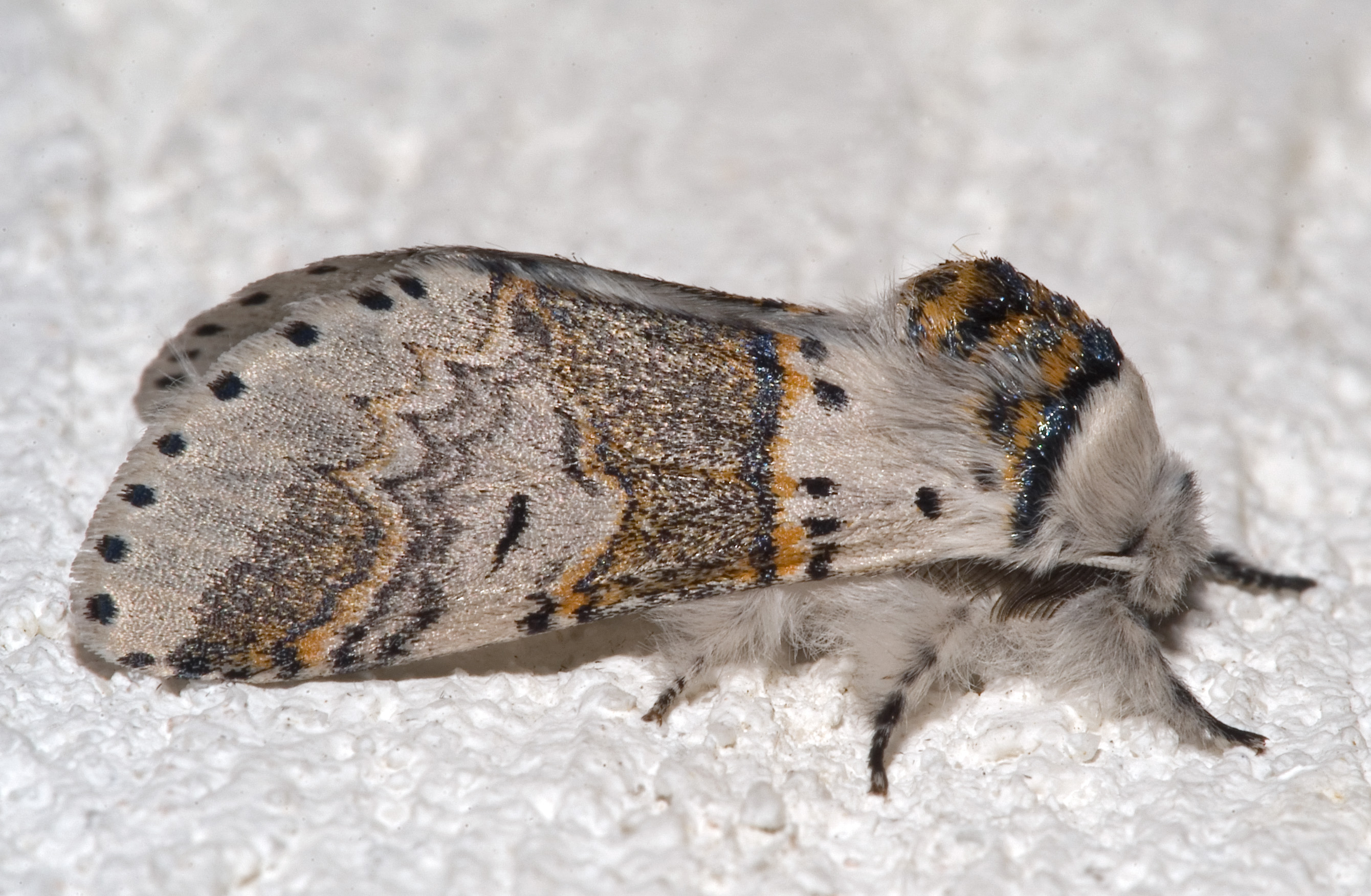
Seitenansicht, ♂

Der Buchen-Gabelschwanz oder Weiden-Gabelschwanz (Furcula furcula) ist ein Schmetterling (Nachtfalter) aus der Familie der Zahnspinner (Notodontidae).

## Merkmale
Die Falter erreichen eine Flügelspannweite von 27 bis 35 Millimetern. Ihre Vorderflügel haben eine hellgraue Grundfarbe. Sie tragen etwa in der Mitte der Flügel eine dominante, breite dunkelgraue Binde, die beiderseits, aber nach vorne deutlich kräftiger, schwarz und orange gerandet ist. Der hintere Rand dieser Binde ist schräg gewellt, sodass diese in der Aufsicht zur Körpermitte hin spitz zuläuft. An die Binde schließen nach hinten mehrere gezackte dunkle und eine orange dünne Binden an. Diese verlaufen genau entgegengesetzt schräg, so dass sich zwischen ihnen und dem Hinterrand der grauen Binde ein hellgraues Dreieck bildet, das in der Mitte einen schwarzen Fleck trägt. Am Flügelvorderrand hinter den gezackten Binden befindet sich auf beiden Seiten ein dunkelgraues Feld. Entlang dem Flügelaußenrand verlaufen schwarze, runde Flecken. Weitere Flecken finden sich auch in der Nähe des Flügelansatzes. Der Thorax ist vorne weiß, auf der Oberseite schwarz und orange gemustert. Diese schwarzen Bereiche und der vordere Rand der grauen Binde schillern zusätzlich metallisch blau. Der restliche Thorax und die schwarzen Beine sind stark und dicht, hellgrau behaart. 
Die Raupen werden ca. 40 bis 50 Millimeter lang. Sie sind hellgrün gefärbt und haben eine braune, gelb umrandete Rückenzeichnung, die in der Körpermitte dreieckig zur Körperseite verläuft. Am Kopf und auch am Hinterleibsende, das spitz und lang ausläuft, findet sich am Rücken je ein brauner Fleck. Meist ist der vordere Fleck mit dem großen in der Mitte des Körpers verbunden. 

### Ähnliche Arten
- Birken-Gabelschwanz (Furcula bicuspis) (Borkhausen, 1790)
- Kleiner Gabelschwanz (Furcula bifida) (Brahm, 1787)

## Vorkommen
Die Tiere kommen in Europa und Kleinasien vor, im Mittelmeerraum sind sie selten bis fehlend. Sie leben unter anderem in Mooren, Heidegebieten, Mischwäldern und Parks.

## Lebensweise

### Flug- und Raupenzeiten
Die Falter fliegen in meist in einer, manchmal auch in zwei Generationen von Mitte Mai bis Ende Juni. Die Raupen findet man von Juli bis September.

### Nahrung der Raupen
Die Raupen ernähren sich von Espe (Populus tremula), Sal-Weide (Salix caprea), Ohr-Weide (Salix aurita), Rotbuche (Fagus sylvatica) und Birken (Betula spec.).

## Entwicklung
Die Weibchen legen ihre Eier in Gruppen von zwei bis drei Stück auf der Oberseite der Blätter ihrer Futterpflanzen ab. Die Überwinterung erfolgt als Puppe, diese findet man in einem Rindenkokon an der Basis der Futterpflanzen oder auch in Rindenrissen. Die Kokons sind aus zernagtem Holz hergestellt und sehr fest.